# Zafarbek Otaxonov
Zafarbek Baxtiyor oʻgʻli Otaxonov (ur. 1 lutego 2003) – uzbecki zapaśnik walczący w stylu wolnym. Zajął osiemnaste miejsce na mistrzostwach świata w 2023 roku. 
Brązowy medalista mistrzostw Azji w 2023. Drugi na mistrzostwach Azji U-23 w 2025; trzeci w 2024, a także wśród juniorów w 2022 i 2023 roku.